# La badessa di Crewe
La badessa di Crewe (The Abbess of Crewe) è un romanzo del 1974 della scrittrice britannica Muriel Spark.
Il romanzo è una riscrittura in chiave satirico-religiosa dallo scandalo Watergate, ambientato in un convento inglese durante le elezioni della nuova badessa. Il libro ha ottenuto recensioni favorevoli al momento della pubblicazione e nel 1977 è stato riadattato in un film con Glenda Jackson.

## Trama
Dopo la morte della badessa Hildegarde, le consorelle del convento di Crewe sono chiamate ad eleggere una nuova badessa. Le due candidate principali sono Alexandra e Felicity. La prima, stretta collaboratrice di Hildegarde, è un'eccentrica e carismatica religiosa che recita poesie moderne al posto dei salmi e ha introdotto corsi di elettronica in convento, ma che allo stesso tempo è riuscita a riportare la comunità alla rigida Regola di san Benedetto; la seconda, di origini borghesi, si è resa popolare tra le suore più giovani predicando la libertà di amare, che lei stessa mette in pratica nella relazione segreta con il gesuita Thomas.
Grazie al laboratorio di elettronica che ha fondato nel convento, Alexandra è riuscita a realizzare una massiccia rete di sorveglianza e, con l'aiuto della priora Walburga e della maestra delle novizie Mildred, spia costantemente la consorelle grazie a un complesso sistema di telecamere e cimici. Inoltre, quando si rende conto della popolarità di Felicity, Alexandra organizza un incontro con i gesuiti Maximilian e Baudouin per coordinare gli sforzi contro la rivale; tuttavia, l'aspirante badessa lascia l'incontro prima del suo inizio per evitare di essere troppo coinvolta negli intrighi orditi da lei, ma eseguiti dai gesuiti insieme a Mildren e Walburga. Grazie ai suoi aiutante e alla rete di spionaggio, Alexandra riesce a manipolare l'elezione, garantendosi la vittoria.
Dopo aver perso l'elezione, Felicity lascia il convento e va a vivere con Thomas a Londra; dopo la scomunica, comincia a raccontare ai giornali di ciò che accade al convento. Mentre i media e il Vaticano cominciano a fare pressioni sul convento e lo scandalo impazza, Alexandra prende le distanze da tutto, delegando ogni responsabilità alle sue collaboratrici Walburga, Mildred e Winifrede; quest'ultima, in particolare, viene colta sul fatto mentre dà una mazzetta ad Ambrose e Gregory, due seminaristi gesuiti che erano stati assoldati per rubare le lettere d'amore di Felicity e che ora, dopo essere stati espulsi dall'ordine, stanno ricattando le suore.
Alexandra viene quindi convocata a Roma per spiegare il caso dei numerosi crimini del suo convento. Dopo aver fatto firmare una confessione a ciascuna delle sue consorelle e aver fatto trascrivere, redarre e censurare una versione dei nastri delle sue microspie, Alexandra lascia il convento e parte per Roma

## Personaggi
Suor Alexandranuova badessa di Crewe, vanta origini aristocratiche e una laurea in letteratura inglese all'Università di Oxford. Dopo aver introdotto corsi di elettronica nel convento, comincia a spiare le consorelle tramite una complessa rete di microspie e telecamere segrete, manipolando l'elezione e garantendo la sua nomina a badessa. Nell'economia del romanzo, una satira religiosa ispirata allo scandalo Watergate, è un alterego letterario di Richard Nixon.
Suor Felicity
rivale di Alexandra per le elezioni a badessa, crede nell'amore libero e intraprende una relazione con il gesuita Thomas, che le costerà la scomunica. Ispirata a George McGovern.
Suor Walburga
Priora del convento e braccio destro di Alexandra, ispirata a Harry Robbins Haldeman.
Suor Mildred
Maestra delle novizie e aiutante di Alexandra, ispirata a John Ehrlichman.
Suor Winifred
Collaboratrice di Alexandra e capro espiatorio sui cui ricadono le accuse di spionaggio, ispirata a John Dean.
Suor Gertrude
Scaltra missionaria occupata con missioni ecumeniche che la portano a mediare tra tribù cannibali e vegetariane delle Ande e a tentare l'evangelizzazione degli eschimesi. Ispirata a Henry Kissinger.
Padre Maximilian e Padre Baudouin
Due gesuiti che cospirano per assicurarsi l'elezione di Alexandra. Ingaggiano due seminaristi, Ambrose e Gregory, affinché rubino le lettere d'amore di Felicity. Ispirati a Everett Howard Hunt e Gordon Liddy.

## Adattamento cinematografico
Nel 1977 Michael Lindsay-Hogg ha diretto un adattamento cinematografico della novella, intitolato Cattive abitudini.

## Edizioni
- La badessa di Crewe, Bompiani, 1976.